# Helenów (powiat przasnyski)
Helenów – osada w Polsce położona w województwie mazowieckim, w powiecie przasnyskim, w gminie Krasne.
Osada wchodzi w skład sołectwa Krasne.
W latach 1975–1998 miejscowość administracyjnie należała do województwa ciechanowskiego.